# Sarah Bouhaddi
Sarah Bouhaddi (Cannes, Francia, 17 de octubre de 1986) es una futbolista francesa. Juega como guardameta y su actual club es el Arsenal de la Women's Super League. Es internacional con la selección francesa.

## Clubes
| Club                | País           | Año       |
| ------------------- | -------------- | --------- |
| Clairefontaine      | Francia        | 2003-2005 |
| Toulouse FC         | Francia        | 2005-2006 |
| FCF Juvisy          | Francia        | 2006-2009 |
| Olympique de Lyon   | Francia        | 2009-2022 |
| OL Reign (cedida)   | Estados Unidos | 2021      |
| Paris Saint-Germain | Francia        | 2022-2023 |
| Arsenal             | Inglaterra     | 2024-act. |

## Palmarés

### Campeonatos nacionales
| Título          | Club              | País    | Año     |
| --------------- | ----------------- | ------- | ------- |
| Division 1      | Olympique de Lyon | Francia | 2009-10 |
| Division 1      | Olympique de Lyon | Francia | 2010-11 |
| Division 1      | Olympique de Lyon | Francia | 2011-12 |
| Copa de Francia | Olympique de Lyon | Francia | 2011-12 |
| Division 1      | Olympique de Lyon | Francia | 2012-13 |
| Copa de Francia | Olympique de Lyon | Francia | 2012-13 |
| Division 1      | Olympique de Lyon | Francia | 2013-14 |
| Copa de Francia | Olympique de Lyon | Francia | 2013-14 |
| Division 1      | Olympique de Lyon | Francia | 2014-15 |
| Copa de Francia | Olympique de Lyon | Francia | 2014-15 |
| Division 1      | Olympique de Lyon | Francia | 2015-16 |
| Copa de Francia | Olympique de Lyon | Francia | 2015-16 |
| Division 1      | Olympique de Lyon | Francia | 2016-17 |
| Copa de Francia | Olympique de Lyon | Francia | 2016-17 |
| Division 1      | Olympique de Lyon | Francia | 2017-18 |
| Division 1      | Olympique de Lyon | Francia | 2018-19 |
| Copa de Francia | Olympique de Lyon | Francia | 2018-19 |
| Division 1      | Olympique de Lyon | Francia | 2019-20 |
| Copa de Francia | Olympique de Lyon | Francia | 2019-20 |

### Campeonatos internacionales
| Título            | Equipo               | Sede           | Año     |
| ----------------- | -------------------- | -------------- | ------- |
| Liga de Campeones | Olympique de Lyon    | Inglaterra     | 2010-11 |
| Copa de Chipre    | Selección de Francia | Chipre         | 2012    |
| Liga de Campeones | Olympique de Lyon    | Alemania       | 2011-12 |
| Copa de Chipre    | Selección de Francia | Chipre         | 2014    |
| Liga de Campeones | Olympique de Lyon    | Italia         | 2015-16 |
| Copa SheBelieves  | Selección de Francia | Estados Unidos | 2017    |
| Liga de Campeones | Olympique de Lyon    | Gales          | 2016-17 |
| Liga de Campeones | Olympique de Lyon    | Ucrania        | 2017-18 |
| Liga de Campeones | Olympique de Lyon    | Hungría        | 2018-19 |
| Liga de Campeones | Olympique de Lyon    | España         | 2019-20 |
| Liga de Campeones | Olympique de Lyon    | Italia         | 2021-22 |

### Distinciones individuales
| Distinción                                           | Año     |
| ---------------------------------------------------- | ------- |
| Mejor Portera del Mundo (IFFHS)                      | 2016    |
| Mejor Portera del Mundo (IFFHS)                      | 2017    |
| Equipo Femenino del Mundo (IFFHS)                    | 2017    |
| Mejor Portera del Mundo (IFFHS)                      | 2018    |
| Equipo Femenino del Mundo (IFFHS)                    | 2018    |
| Portera de la Temporada (Premios del Año de la UEFA) | 2019-20 |
| Mejor Portera del Mundo (IFFHS)                      | 2020    |
| Equipo Femenino del Mundo (IFFHS)                    | 2020    |
| The Best FIFA (Premio The Best FIFA)                 | 2020    |